# Li-Chin Lin
Li-Chin Lin est une illustratrice et autrice de bandes dessinées taïwanaise née en 1973 qui vit aujourd'hui en France et publie dans les deux pays.

## Biographie
Li-Chin Lin est née à Taïwan en 1973, de parents Taïwanais. Sa mère est issue de la communauté Hakka. Issue d'une province rurale du sud de Taïwan, elle parvient à faire des études d'histoire à la prestigieuse Université nationale de Taïwan à Taipei. Mais après une courte expérience professionnelle, elle choisit de faire son métier de sa passion pour le dessin et part faire des études artistiques en France, d'abord à l’École Supérieure de l’Image à Angoulême, puis à l’école d’animation La Poudrière à Valence. 
Elle commence par réaliser des courts métrage d’animation et collaborer à des fanzines de bandes dessinée et travaille parallèlement sur des livres pour enfants pour un éditeur taïwanais.
En 2011, elle publie son premier roman graphique autobiographique, Formose, où elle raconte le contexte taïwanais de sa jeunesse. Elle décrit en particulier les luttes d'influence linguistiques, l'influence semi-dictaroriale du Kuomintang depuis Chiang Kaï-Chek, succédant à la période de colonisation japonaise, et les mécanismes successifs de dépréciation de la culture taïwanaise. Cette vulgarisation politique et culturelle de l'histoire récente de Taïwan explicitement destinée aux lecteurs occidentaux lui a valu des comparaisons avec le Persepolis de Marjane Satrapi. 
De 2013 à 2015, elle s'intéresse à une des communautés aborigènes de Taïwan, les Amis, établis sur la côté est de l'île et en particulier à leur lutte contre le projet d'un complexe hôtelier menaçant la plage de Fudafudak proche de Dulan (Taïwan) (en). et en tire un deuxième album long, Fudafudak, l'endroit qui scintille, paru en 2017,.
En 2020, elle travaille sur une nouvelle bande dessinée autobiographique, Je veux simplement vivre en paix, relatant la lutte difficile contre les nuisances sonores.
Li-Chin parle le taïwanais, le mandarin standard, le hakka et le français et a été traductrice du français vers le mandarin. Aujourd'hui elle vit à Valence en France.

## Œuvres
- Quelle citrouille ! (livre jeunesse), éditions Xiao-Lu, Taïwan, 2009
- Tombé sur un livre dans la rue (livre jeunesse), éditions Hsin-Yi, Taïwan
- Formose, Éditions Çà et là, novembre 2011  (ISBN 978-2-916207-62-9)
- Fudafudak, l'endroit qui scintille, Éditions Çà et là, avril 2017  (ISBN 978-2-36990-236-2)
- Goán tau, chez moi, Éditions Çà et là, septembre 2021  (ISBN 978-2-36990-296-6)

## Distinctions
- Prix Jeune talent du festival d'Angoulême en 2007.
- Prix Littéraire des Lycéens de la Région Île-de-France en 2012 pour Formose.